# Élections régionales de 1975 en Rhénanie-du-Nord-Westphalie
Les élections régionales de 1975 en Rhénanie-du-Nord-Westphalie (en allemand : Landtagswahl in Nordrhein-Westfalen 1975) se tiennent le 4 mai 1975, afin d'élire les 200 députés de la 8e législature du Landtag pour un mandat de cinq ans.
Le scrutin est marqué par la victoire de la CDU, qui remporte la majorité relative. Le ministre-président Heinz Kühn se maintient au pouvoir en confirmant la « coalition sociale-libérale » qui réunit le SPD et le FDP.

## Contexte
Aux élections régionales du 14 juin 1970, la CDU d'Heinrich Köppler vire en tête avec 46,3 % des voix et 95 députés.
La deuxième place revient au SPD du ministre-président Heinz Kühn, qui réunit 46,1 % des suffrages exprimés, ce qui lui permet de faire élire 94 parlementaires. Bien que légèrement minoritaire en voix, il s'impose aux sièges de circonscriptions. Partenaire du SPD depuis décembre 1966, le FDP du ministre de l'Intérieur Willi Weyer sauve de justesse sa place au Landtag en totalisant seulement 5,5 % des voix, soit 11 élus.
Kühn assure son maintien au pouvoir en reformant la « coalition sociale-libérale » qui associe le Parti social-démocrate et le FDP.
Weyer renonce en 1972 à ses fonctions de président régional du Parti libéral-démocrate. Elles reviennent alors au ministre de l'Économie Horst-Ludwig Riemer, qui laisse à son prédécesseur le titre de vice-ministre-président. L'année qui suit, Kühn laisse la présidence du SPD dans le Land à son ministre du Travail Werner Figgen.

## Mode de scrutin
Le Landtag est constitué de 200 députés (en allemand : Mitglied des Landtags, MdL), élus pour une législature de cinq ans au suffrage universel direct et suivant le scrutin proportionnel de Hare.
Chaque électeur dispose d'une voix, qui compte double : elle lui permet de voter pour un candidat de sa circonscription, selon les modalités du scrutin uninominal majoritaire à un tour, le Land comptant un total de 150 circonscriptions ; elle est alors automatiquement attribuée au parti politique dont ce candidat est le représentant.
Lors du dépouillement, l'intégralité des 200 sièges est répartie en fonction des voix attribuées aux partis, à condition qu'un parti ait remporté 5 % des voix au niveau du Land. Si un parti a remporté des mandats au scrutin uninominal, ses sièges sont d'abord pourvus par ceux-ci.
Dans le cas où un parti obtient plus de mandats au scrutin uninominal que la proportionnelle ne lui en attribue, la taille du Landtag est augmentée jusqu'à rétablir la proportionnalité.

## Campagne

### Principales forces
| Parti | Parti                                                                              | Chef de file                                 | Résultats de 1970          |
| ----- | ---------------------------------------------------------------------------------- | -------------------------------------------- | -------------------------- |
|       | Union chrétienne-démocrate d'Allemagne Christlich Demokratische Union Deutschlands | Heinrich Köppler                             | 46,3 % des voix 95 députés |
|       | Parti social-démocrate d'Allemagne Sozialdemokratische Partei Deutschlands         | Heinz Kühn (Ministre-président)              | 46,1 % des voix 94 députés |
|       | Parti libéral-démocrate Freie Demokratische Partei                                 | Horst-Ludwig Riemer (Ministre de l'Économie) | 5,5 % des voix 11 députés  |

## Résultats

### Voix et sièges
| Parti                             | Parti                                        | Voix       | Voix  | Sièges | Sièges        | Sièges | Sièges | Sièges        |
| Parti                             | Parti                                        | Votes      | %     | MU1    | +/-           | Liste  | Total  | +/-           |
| --------------------------------- | -------------------------------------------- | ---------- | ----- | ------ | ------------- | ------ | ------ | ------------- |
|                                   | Union chrétienne-démocrate d'Allemagne (CDU) | 4 828 554  | 47,05 | 76     | 11            | 19     | 95     | en stagnation |
|                                   | Parti social-démocrate d'Allemagne (SPD)     | 4 630 995  | 45,13 | 74     | 11            | 17     | 91     | 3             |
|                                   | Parti libéral-démocrate (FDP)                | 689 623    | 6,72  | 0      | en stagnation | 14     | 14     | 3             |
|                                   | Parti communiste allemand (DKP)              | 54 777     | 0,53  | 0      | en stagnation | 0      | 0      | en stagnation |
|                                   | Parti national-démocrate d'Allemagne (NPD)   | 36 281     | 0,35  | 0      | en stagnation | 0      | 0      | en stagnation |
|                                   | Parti du centre allemand (DZP)               | 10 487     | 0,10  | 0      | en stagnation | 0      | 0      | en stagnation |
|                                   | Autres                                       | 11 488     | 0,11  | 0      | en stagnation | 0      | 0      | en stagnation |
|                                   |                                              |            |       |        |               |        |        |               |
| Votes valides                     | Votes valides                                | 10 262 205 | 99,07 |        |               |        |        |               |
| Votes blancs et nuls              | Votes blancs et nuls                         | 95 903     | 0,93  |        |               |        |        |               |
| Total                             | Total                                        | 10 358 108 | 100   | 150    | en stagnation | 50     | 200    | en stagnation |
| Abstentions                       | Abstentions                                  | 1 677 181  | 13,94 |        |               |        |        |               |
| Nombre d'inscrits / participation | Nombre d'inscrits / participation            | 12 035 289 | 86,06 |        |               |        |        |               |